# Luma Nogueira de Andrade
Luma Nogueira de Andrade (Morada Nova) é uma pesquisadora e professora brasileira doutora em educação.
Luma é a primeira travesti a conseguir este título no Brasil, que lhe foi concedido em 2012 pela Universidade Federal do Ceará; Primeira travesti a fazer parte do quadro de docentes efetivos em uma universidade pública federal, e; Fundadora da Associação Russana da Diversidade Humana (ARDH).

## Biografia
Viveu sua infância em Morada Nova, a 163 km de Fortaleza onde também completou as primeiras séries escolares. Aos 18 anos entrou no curso de Ciências da Universidade Estadual do Ceará onde concluiu sua graduação. Continuando na área da educação, em 1998 Luma passou no concurso de professora efetiva em sua cidade natal, Morada Nova, onde estendeu sua carreira lecionando também em escolas estaduais e particulares. Isto continuou até que passou no Mestrado em Desenvolvimento do Meio Ambiente em Mossoró, no Rio Grande do Norte onde conseguiu completar seu mestrado enquanto dava aulas em Aracati.
Em 2010, Luma conquistou o direito de retificar seus documentos para aderirem ao seu nome social. Com isso passou a ser a primeira travesti no estado do Ceará a conseguir a mudança dos documentos sem ter feito a cirurgia de redesignação sexual.
Em 2012, a então doutoranda em Educação pela Universidade Federal do Ceará (UFC), defendia em sua tese, "Travestis na escola: assujeitamento ou resistência à ordem normativa", a realidade das travestis nas escolas, ao relatar casos de estudantes que vivem situações de aceitação ou repressão.
Em 2013, quando tomou posse do cargo de professora na "Universidade da Integração Internacional da Lusofonia Afro-Brasileira" (UNILAB), Luma também se tornou a primeira travesti a fazer parte do quadro de docentes efetivos em uma universidade pública federal.
Luma atua nas seguintes áreas: Direitos Humanos, Diversidade cultural, Etnicorracialidade, gênero e sexualidade, Educação, Políticas públicas e Movimentos Sociais.